# Pesi paglia (MMA)
La divisione dei pesi paglia nelle arti marziali miste raggruppa i lottatori sotto le 115 libbre (circa 52 kg).
Questa divisione di peso è prevalentemente diffusa nelle organizzazioni di MMA che prevedono campionati femminili: è infatti presente come divisione femminile nelle promozioni statunitensi UFC, Invicta FC e WSOF ed in passato anche nella Bellator; è presente anche nella promozione nipponica Deep Jewels ma con il nome "pesi leggeri", nell'organizzazione polacca KSW e in quella britannica Cage Warriors.
È presente come divisione maschile nella promozione giapponese Pancrase, ma con il nome "pesi mosca".
Per il regolamento stabilito dalla FIGMMA in Italia la divisione femminile fino ai 53 kg è denominata "pesi piuma".

## Campioni attuali
| Organizzazione       | Inizio regno        | Campione              | Record              | Evento                              | Difese              |
| Campionati Maschili  | Campionati Maschili | Campionati Maschili   | Campionati Maschili | Campionati Maschili                 | Campionati Maschili |
| -------------------- | ------------------- | --------------------- | ------------------- | ----------------------------------- | ------------------- |
| Shooto               | 27 settembre 2014   | Yoshitaka Naito       | 8-0                 | Shooto: 7th Round 2014              | 0                   |
| Shooto Brazil        | 21 dicembre 2014    | Yago Bryan            | 3-0                 | Shooto Brasil 52                    | 0                   |
| Campionati Femminili |                     |                       |                     |                                     |                     |
| UFC                  | 5 ottobre 2024      | Julianna Peña         | 12-5                | UFC 307: Pereira vs Roundtree Jr    | 0                   |
| Invicta FC           | 24 aprile 2015      | Livia Renata Souza    | 8-0                 | Invicta FC 12: Kankaanpää vs. Souza | 0                   |
| Deep Jewels          | 9 agosto 2014       | Mizuki Inoue          | 8-3                 | Deep Jewels 5                       | 0                   |
| KSW                  | 8 giugno 2013       | Karolina Kowalkiewicz | 7-0                 | KSW XXIII: Królewskie Rozdanie      | 1                   |

## Divisione pesi MMA
| Nome classe di peso | Limite massimo      | Limite massimo | Categoria    |
| Nome classe di peso | in chilogrammi (kg) | in libbre (lb) | Categoria    |
| ------------------- | ------------------- | -------------- | ------------ |
| Pesi atomo          | 48                  | 105.8          | Donna        |
| Pesi paglia         | 52                  | 114.6          | Donna        |
| Pesi mosca          | 57                  | 125.7          | Uomo / Donna |
| Pesi gallo          | 61.5                | 135.6          | Uomo / Donna |
| Pesi piuma          | 65.5                | 144.4          | Uomo / Donna |
| Pesi leggeri        | 70                  | 154.3          | Uomo         |
| Pesi welter         | 77                  | 169.8          | Uomo         |
| Pesi medi           | 84                  | 185.2          | Uomo         |
| Pesi mediomassimi   | 93                  | 205.0          | Uomo         |
| Pesi massimi        | 120                 | 264.6          | Uomo         |
| Openweight          | -                   | -              | Uomo / donna |